# Süd-Thüringen-Bahn

Het logo van Süd-Thüringen-Bahn

De Süd-Thüringen-Bahn (STB) is een spoorwegmaatschappij gevestigd in Meiningen die rijdt in het zuiden van de Duitse deelstaat Thüringen. Op 10 december 1999 is deze spoorwegmaatschappij opgericht en heeft nu 32 treinen van het type Regio-Shuttle RS 1.